# Pic à ailes blanches
Dendrocopos leucopterus
Espèce
Statut de conservation UICN

 LC  : Préoccupation mineure
Répartition géographique
Le Pic à ailes blanches (Dendrocopos leucopterus) est une espèce d'oiseau de la famille des Picidae. C'est une espèce monotypique.
Son aire s'étend de la mer d'Aral au nord de l'Afghanistan, le lac Balkhach et le Xinjiang.